# USS LST-484
O USS LST-484 foi um navio de guerra norte-americano da classe LST que operou durante a Segunda Guerra Mundial.